# دانيال جارفيس
دانيال جارفيس هو سياسي كندي، ولد في 1 نوفمبر 1935 في فانكوفر في كندا. حزبياً، نشط في BC United ‏.